# On the Ground
"On the Ground" é o single solo de estreia da cantora sul-coreana-neozelandesa Rosé de seu single álbum de estreia R (2021). Foi lançado pela YG Entertainment e Interscope Records em 12 de março de 2021, como o single principal do álbum. Foi escrito por Rosé ao lado de Amy Allen, Raúl Cubina, Jon Bellion, Jorgen Odegard, Teddy, e foi produzido pelos últimos três ao lado de Ojivolta e 24. A canção é uma faixa electropop, pop rock e pop com elementos synth-pop. A letra reflete a ascensão de Rosé à fama, desde cantar e tocar piano na casa de sua infância até voar para a Coreia do Sul e formar um dos maiores atos de K-pop.
"On the Ground" recebeu críticas geralmente favoráveis de críticos musicais, que elogiaram suas letras e os vocais de Rosé. Comercialmente, tornou-se a primeira música de um artista solo de K-pop a alcançar o número um nas paradas Billboard Global 200 e Global Excl. U.S., e rendeu a Rosé um Guinness World Record como o primeiro artista a liderar a parada como solista e como parte de um grupo. A música atingiu o pico de número quatro na Gaon Digital Chart e número três na Billboard K-pop Hot 100 na Coreia do Sul, e liderou as paradas na Malásia e Singapura. Também se tornou a música mais bem colocada na época por uma solista feminina de K-pop na Billboard Hot 100 dos EUA, na Canadian Hot 100 e na UK Singles Chart. Na Austrália, a música atingiu o pico na posição 31 na ARIA Singles Chart, tornando-se a primeira entrada de Rosé como artista solo. 
Um videoclipe de acompanhamento, dirigido por Han Sa-min, estreou no mesmo dia do lançamento da música. Após o lançamento, o videoclipe quebrou vários recordes do YouTube para um artista solo de K-pop, incluindo a estreia mais assistida e o maior número de visualizações em 24 horas para um videoclipe, acumulando 41,6 milhões de visualizações naquele tempo, pelo qual ela recebeu outro recorde mundial do Guinness. Rosé promoveu "On the Ground" com apresentações no The Tonight Show Starring Jimmy Fallon e vários programas musicais sul-coreanos, incluindo M Countdown, Inkigayo e Show! Music Core.  A música recebeu vários prêmios, incluindo Melhor Performance de Dança no Mnet Asian Music Awards de 2021.

## Antecedentes
Em 30 de dezembro de 2020, em uma entrevista ao meio de comunicação sul-coreano Osen, Rosé revelou que as filmagens de seu vídeo de estreia começariam em meados de janeiro de 2021. Em 25 de janeiro de 2021, um teaser de 33 segundos intitulado "Coming Soon" foi carregado no canal oficial do Blackpink no YouTube e apresentava Rosé cantando um trecho de uma faixa desconhecida. Sua gravadora, YG Entertainment, revelou que ela "completou todas as filmagens para o vídeo da faixa-título de seu álbum solo em meados de janeiro", e o lançamento será "certamente diferente do estilo musical usual do Blackpink". Em 2 de março de 2021, foi anunciado que Rosé iria estrear seu projeto solo em 12 de março, tornando-a o primeiro membro do Blackpink a lançar material solo desde "Solo" de Jennie, em novembro de 2018. No dia seguinte, um novo teaser pôster revelou o nome do primeiro single, "On the Ground", pela primeira vez. O primeiro teaser do vídeo de "On the Ground" foi lançado em 7 de março. Em 8 de março, a YG revelou a lista de faixas do álbum, que confirmou as primeiras contribuições de Rosé na faixa-título. Em 9 de março, o segundo teaser do vídeo para a faixa-título foi publicado. "On the Ground" foi lançado para download digital e streaming como o primeiro single de R em 12 de março de 2021, pela YG Entertainment.

## Composição
"On the Ground" foi escrita por Rosé, Amy Allen, Teddy, Raúl Cubina, Jon Bellion, Jorgen Odegard, e foi produzida por este último ao lado de Ojivolta e 24. A canção é uma faixa electropop, pop rock e pop com elementos synth-pop e uma batida inspirada no EDM, complementada por um simples violão. A faixa apresenta versos suaves e melódicos acompanhados por vocais "sussurrantes", refrão que ostenta o soco dance-pop, ponte angelical e a nota alta de Rosé no final. A faixa mostra Rosé refletindo sobre sua vida como uma superestrela global do K-pop e ela percebe que o que realmente importa em sua vida já está dentro dela mesma. Ela mesma criou o nome do single e o considera o verso de maior sucesso de todas as músicas que já cantou. Isso significa que tudo o que o cantor precisa está aqui, "na terra", e não há necessidade de correr para algum lugar para encontrar esse necessário. Em termos de notação musical, a canção é composta na tonalidade de dó sustenido maior, com um tempo de 189 batidas por minuto, e dura dois minutos e quarenta e oito segundos.
Basicamente, a música é sobre procurar respostas na vida, por um propósito na vida, e eu sinto que as pessoas, especialmente hoje em dia, podem se identificar com ela. Às vezes, quando você está sempre meio que nessa onda, você meio que esquece de cuidar do que realmente importa mais para você, e é apenas uma música que diz que tudo o que precisamos já está dentro de nós. Não há necessidade de sair e procurar por isso. Rosé sobre o significado da música.

## Recepção crítica
| Críticas profissionais | Críticas profissionais |
| Avaliações da crítica  | Avaliações da crítica  |
| Fonte                  | Avaliação              |
| ---------------------- | ---------------------- |
| IZM                    | 3 de 5 estrelas.       |
| NME                    | 4 de 5 estrelas.       |

Após o lançamento de "On the Ground", a canção foi recebida com críticas geralmente positivas dos críticos musicais. Ashlee Mitchell, da MTV, observou que "On the Ground" oferece "o contraste perfeito, assumindo uma postura mais confiante, lembrando os ouvintes da importância de ser verdadeiro consigo mesmo". Escrevendo para Beats Per Minute, JT Early descreveu a música como uma "canção agradável sobre perceber o que é importante". Madison Murray, do Young Hollywood, descreveu a música como um "hino fortalecedor sobre a experiência de Rosé sob os holofotes e como ela aprendeu sua verdadeira força interior". Escrevendo para a NME, Rhian Daly descreveu a música como uma "canção pop alegre e com infusão de EDM". Jo Ji-Hyun do IZM deu à música uma classificação de três estrelas, elogiando sua "mensagem suave e forte" e destacando os vocais de Rosé por "criar um nível maior de completude". Divyansha Dongre, da versão indiana da Rolling Stone, descreveu "On the Ground" como "um hino pop elétrico com um riff de violão cativante e cenários pitorescos". Alice Bailey, crítica da revista de moda francesa Elle, chamou a música de "um single principal comovente, lindo e liricamente profundo". Anna Chan, da Billboard, descreveu-a como "uma música empoderadora e reflexiva sobre encontrar um propósito dentro de si mesmo".

### Listas de fim de ano
A Billboard classificou a música na posição 39 em sua lista das 50 melhores músicas de 2021 até agora, chamando-a de uma "melodia infinitamente cantarolável [que] é perfeita para dançar na sua sala de estar ou cantarolar no chuveiro — sozinho". Tamar Herman, do South China Morning Post, selecionou "On the Ground" como uma das 10 melhores músicas de 2021, escrevendo: "O primeiro projeto solo da vocalista do Blackpink começa prometendo ser uma música pop acústica introspectiva, depois se transforma em uma faixa elétrica reflexiva que ilustra os vocais limpos de Rosé".
| Crítica/Publicação | Lista                                                        | Classificação | Ref.   |
| ------------------ | ------------------------------------------------------------ | ------------- | ------ |
| Billboard          | As 50 melhores músicas de 2021 até agora: Escolhas da equipe | 39            | [ 21 ] |
| Billboard          | 25 melhores músicas de K-Pop de 2021: Escolhas dos Críticos  | 25            | [ 23 ] |
| Cosmopolitan       | As 55 melhores músicas novas de 2021                         | 34            | [ 24 ] |
| Marie Claire       | As 20 melhores novas músicas de K-Pop de 2021                | —             | [ 25 ] |
| NME                | As 25 melhores músicas de K-Pop de 2021                      | 23            | [ 26 ] |
| SCMP               | Melhores músicas de K-pop de 2021 até agora                  | —             | [ 22 ] |
| SCMP               | As 20 melhores músicas de K-pop de 2021                      | 19            | [ 27 ] |
| Teen Vogue         | As 54 melhores músicas de K-Pop de 2021                      | —             | [ 28 ] |

## Desempenho comercial
"On the Ground" estreou em primeiro lugar nas paradas da Billboard Global 200 e Global Excl. U.S. com 92,1 milhões de streams globais e 29.000 downloads globais vendidos, a primeira música de um artista solo de K-pop a fazê-lo nas histórias das paradas. A música ficou nas paradas do Global 200 por sete semanas e do Global Excl. U.S. por nove semanas, tornando-se a música mais longa nas paradas de um solista de K-pop na época. Na Coreia do Sul, "On the Ground" estreou na décima quinta posição no Gaon Digital Chart na décima primeira semana de lançamento (7 a 13 de março), com menos de dois dias de rastreamento. Na semana seguinte, a música entrou no top dez com "Gone" e alcançou a quarta posição, marcando suas primeiras entradas solo no top dez do país. A música também conseguiu chegar ao primeiro lugar em Singapura e na Malásia.
Nos Estados Unidos, a música estreou e atingiu o pico de número 70 na Billboard Hot 100 dos EUA, superando "Lifted" (2016) de CL para se tornar o lançamento de maior sucesso na época por uma solista feminina de K-pop. Também marcou o segundo pico mais alto para um solista de K-pop na história da Hot 100, atrás apenas de "Gangnam Style" (2012) de Psy. A música arrecadou 6,4 milhões de reproduções, 0,3 milhões de impressões de rádio e 7.500 vendas digitais na primeira semana. No Reino Unido, "On the Ground" estreou e alcançou a posição 43 na UK Singles Chart, tornando-se a primeira música de uma artista solo feminina de K-pop a entrar na parada na história. Ganhou 90.000 unidades nas paradas do Reino Unido em outubro de 2024, o quarto maior número para qualquer single solo de um membro do Blackpink depois de "One of the Girls" de Jennie (2023), "Money" de Lisa (2021) e "Solo" de Jennie (2018). Na Austrália, a música alcançou a posição 31 na ARIA Singles Chart, tornando-se a primeira entrada de Rosé como artista solo. Da mesma forma, a música alcançou a terceira posição na parada New Zealand Hot Singles e a 49ª posição na Irish Singles Chart. No Canadá, "On the Ground" chegou ao número 35 na Canadian Hot 100, tornando-se o primeiro sucesso top 40 de uma artista solo feminina coreana no país.

## Videoclipe

### Antecedentes
Um videoclipe que acompanha a música foi dirigido por Han Sa-min e carregado no canal oficial do Blackpink no YouTube em conjunto com o lançamento do single álbum. Após doze horas, o videoclipe atingiu 23 milhões de visualizações, tornando-se o videoclipe mais rápido de um solista a atingir 20 milhões de visualizações na história do K-pop na época. Quando o vídeo estreou às 12:00 AM EST, ele atraiu mais de 1,2 milhões de espectadores simultâneos. Com 41,6 milhões de visualizações em 24 horas, "On the Ground" ganhou o título na época de videoclipe coreano mais visto por um solista em 24 horas no YouTube, quebrando o recorde de quase oito anos detido por Psy com sua música "Gentleman". O videoclipe se tornou o mais rápido a atingir 100 milhões de visualizações para uma artista solo feminina, fazendo isso em sete dias após o lançamento. O videoclipe ultrapassou 200 milhões de visualizações em 13 de julho de 2021. O vídeo dos bastidores foi carregado um dia após o lançamento do videoclipe em 13 de março de 2021. Um vídeo de prática de dança foi postado em 23 de março. Nele, a cantora é acompanhada por dançarinos de fundo, todos vestidos com a mesma roupa toda preta. Sua dança foi coreografada por Kiel Tutin e Kyle Hanagami.

Uma cena no videoclipe de "On the Ground", onde a cantora é acompanhada por seis clones de Rosé em pé nas escadas de pedra com a inscrição "Roses are Dead, Love is Fake".

### Sinopse
O vídeo começa com um cometa caindo do céu. Então Rosé é mostrada sentada em um quarto, quando um lustre cai do teto. A próxima cena mostra Rosé saindo de um teatro vestida com um body preto com uma longa cauda de penas, grandes mangas pretas bufantes e botas de cano alto. A cantora é então mostrada correndo em um body de penas e uma minissaia de babados, enquanto fusíveis elétricos são acionados ao fundo. Em seguida, a cantora é vista usando um vestido de baile lilás com babados e uma jaqueta de pele cor de creme, sentada no banco de trás de um carro e olhando sonhadoramente pela janela do carro. Mais tarde no vídeo, a cantora é mostrada toda de preto acompanhada por seis clones de Rosé usando vestidos brancos. Elas estão em uma escadaria de pedra com uma placa que diz "Roses are Dead, Love is Fake". Em seguida, o videoclipe mostra Rosé em sua casa de infância, admirando sua versão pré-fama, Roseanne, em um cardigã curto e macio, shorts jeans cortados e uma camiseta, tocando piano. Quando a música termina, a cantora está usando um vestido rosa com babados, enquanto flutua em um campo de flores. No final, a cantora é mostrada posando com uma limusine em chamas ao fundo.

## Apresentações ao vivo
Em 14 de março de 2021, Rosé apresentou "Gone" e "On the Ground" pela primeira vez ao vivo no Inkigayo da SBS. Em 16 de março, Rosé apresentou o single no The Tonight Show Starring Jimmy Fallon, marcando sua primeira apresentação solo na televisão americana. Na performance, Rosé é vista em um clipe em preto e branco que a mostra cantando enquanto executa uma coreografia elaborada com uma série de dançarinos de apoio. Em 18 de março, ela apresentou "On the Ground" no M Countdown da Mnet. A cantora apresentou a música no Show! Music Core em 20 de março. A música foi apresentada novamente no Inkigayo em 21 de março. Em 27 de março, Rosé apresentou a música novamente no Show! Music Core. Em 27 de março, a cantora apresentou "On the Ground" no Inkigayo. Em 30 de março, Rosé apresentou "On the Ground" no programa matinal Sukkiri do canal japonês Nippon TV. Rosé apresentou "On the Ground" como parte de seu show solo durante a Born Pink World Tour do Blackpink, que começou em outubro de 2022. Em abril de 2023, ela apresentou a música durante o set do Blackpink como atração principal do Coachella. Em 2 de julho de 2023, ela também apresentou a música durante o set do Blackpink como atração principal do BST Hyde Park em Londres.

## Reconhecimentos
| Ano  | Organização                        | Categoria                                   | Resultado | Ref.   |
| ---- | ---------------------------------- | ------------------------------------------- | --------- | ------ |
| 2021 | Asian Pop Music Awards             | Melhor Videoclipe (Exterior)                | Venceu    | [ 65 ] |
| 2021 | Asian Pop Music Awards             | Top 20 Músicas do Ano (Exterior)            | Venceu    | [ 65 ] |
| 2021 | Asian Pop Music Awards             | Gravação do Ano (Exterior)                  | Indicado  | [ 66 ] |
| 2021 | Melon Music Awards                 | Canção do Ano                               | Indicado  | [ 67 ] |
| 2021 | Mnet Asian Music Awards            | Melhor Performance de Dança Solo            | Venceu    | [ 68 ] |
| 2021 | Mnet Asian Music Awards            | Canção do Ano                               | Indicado  | [ 69 ] |
| 2022 | Gaon Chart Music Awards            | Artista do Ano – Canção Digital (Março)     | Indicado  | [ 70 ] |
| 2022 | Golden Disc Awards                 | Melhor Canção Digital (Bonsang)             | Indicado  | [ 71 ] |
| 2022 | Joox Thailand Music Awards         | Canção Coreana do Ano                       | Indicado  | [ 72 ] |
| 2022 | RTHK International Pop Poll Awards | Dez Melhores Canções Internacionais de Ouro | Venceu    | [ 73 ] |

| † | Indica um recorde mundial anteriormente mantido |

| Ano  | Organização            | Prêmio | Ref.   |
| ---- | ---------------------- | --- | ------ |
| 2021 | Guinness World Records | Primeiro artista a alcançar o primeiro lugar na parada Billboard Global como solista e como parte de um grupo | [ 74 ] |
| 2021 | Guinness World Records | † O videoclipe mais visto do YouTube em 24 horas por um artista solo de K-pop                                 | [ 75 ] |

| Programa         | Data                | Ref.   |
| ---------------- | ------------------- | ------ |
| Show Champion    | 24 de março de 2021 | [ 76 ] |
| M Countdown      | 25 de março de 2021 | [ 77 ] |
| M Countdown      | 8 de abril de 2021  | [ 78 ] |
| Music Bank       | 26 de março de 2021 | [ 79 ] |
| Show! Music Core | 27 de março de 2021 | [ 80 ] |
| Inkigayo         | 28 de março de 2021 | [ 81 ] |

## Versõescover
Em 11 de maio de 2021, a atriz estadunidense Brie Larson postou sua versão acústica do single da cantora em suas duas contas de mídia social, junto com uma legenda que dizia: "Um pouco de magia ROSÉ para você". Rosé mostrou sua apreciação por meio de seus stories do Instagram, adicionando um emoji de coração acima do vídeo.

## Créditos e pessoal
Créditos adaptados das notas do encarte de R.
Gravação
- Gravado no estúdio The Black Label (Seul)
- Masterizado na Sterling Sound (Nova Iorque)

Pessoal
- Rosé – vocais, compositora, diretora criativa, design
- Amy Allen – compositora
- Jon Bellion – compositor
- Jorgen Odegard – compositor, produtor
- Raúl Cubina – compositor
- Teddy – compositor, produtor, diretor criativo
- Ojivolta – produtor
- 24 – produtor
- Yongin Choi – engenheiro de gravação
- Josh Gudwin – engenheiro de mixagem
- Randy Merrill – masterização

## Desempenho nas paradas musicais
| Parada (2021–24)                              | Melhor posição |
| --------------------------------------------- | -------------- |
| Austrália (ARIA)                              | 31             |
| Bélgica (Ultratip Bubbling Under de Flandres) | 42             |
| Canadá (Canadian Hot 100)                     | 35             |
| Coreia do Sul (Gaon)                          | 4              |
| Coreia do Sul (K-pop 100)                     | 3              |
| Estados Unidos Billboard Hot 100              | 70             |
| Euro Digital Songs (Billboard)                | 14             |
| França (SNEP)                                 | 196            |
| Global 200 (Billboard)                        | 1              |
| Hungria (Single Top 40)                       | 6              |
| Irlanda (IRMA)                                | 49             |
| Japão (Japan Hot 100)                         | 50             |
| Lituânia (AGATA)                              | 46             |
| Malásia (RIM)                                 | 1              |
| Mexico Airplay (Billboard)                    | 46             |
| Nova Zelândia (RMNZ Hot Singles)              | 3              |
| Portugal (AFP)                                | 88             |
| Singapura (RIAS)                              | 1              |
| Reino Unido (UK Singles Chart)                | 43             |
| Vietnã (Vietnam Hot 100)                      | 43             |

| Parada (2021)             | Melhor posição |
| ------------------------- | -------------- |
| Coreia do Sul (Gaon)      | 5              |
| Coreia do Sul (K-pop 100) | 4              |

| Parada (2021)        | Posição |
| -------------------- | ------- |
| Coreia do Sul (Gaon) | 44      |

## Certificações
| Região                                                                  | Certificação | Unidades/vendas |
| ----------------------------------------------------------------------- | ------------ | --------------- |
| Brasil (PMB)                                                            | Platina      | 40.000‡         |
| ‡ os números de vendas e streaming são baseados apenas na certificação. |              |                 |